# Vertigo (sång)

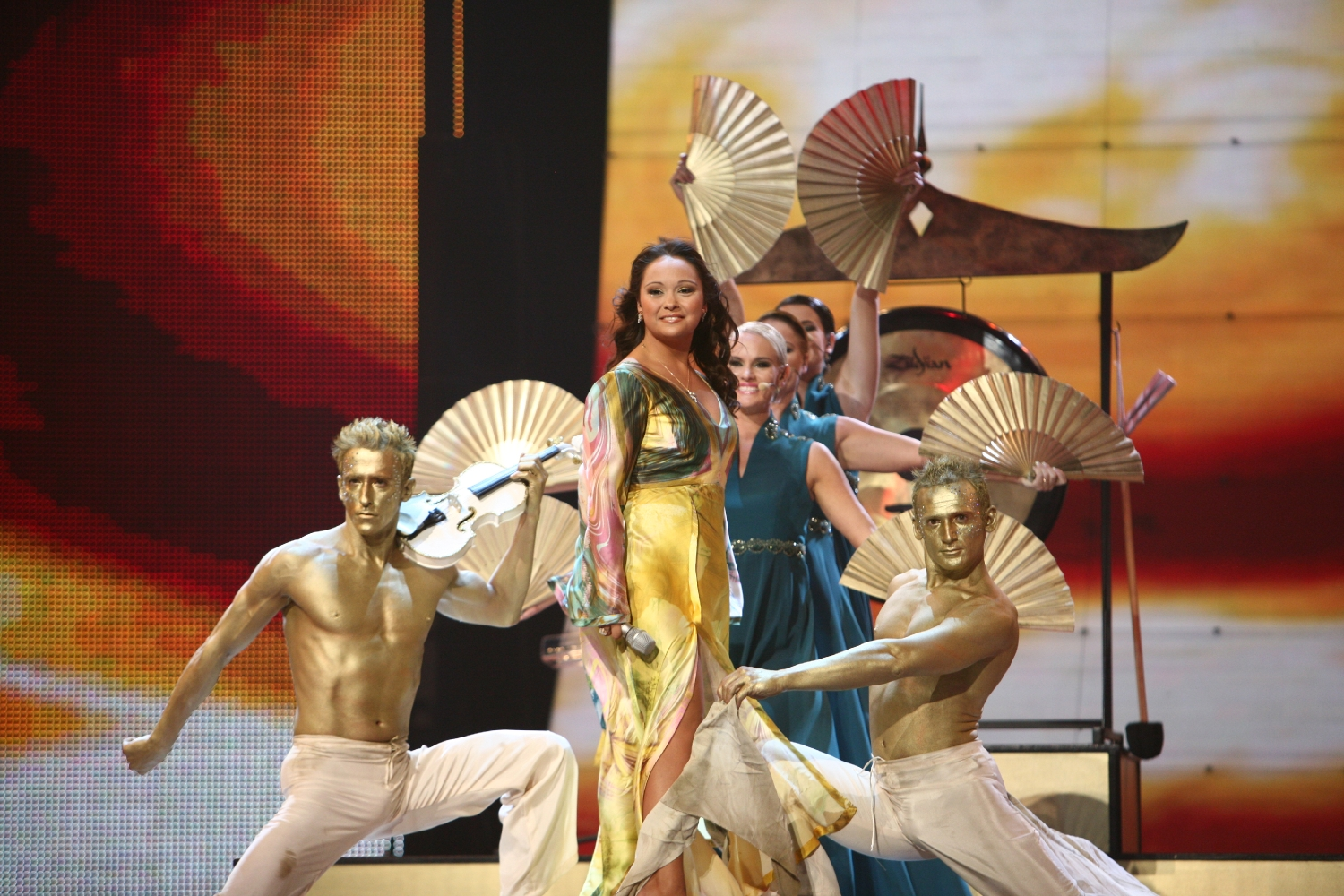
Olivia Lewis tävlade med Vertigo 2007

Vertigo var Maltas bidrag i Eurovision Song Contest 2007. Den är skriven av Philip Vella och Gerard James Borg. Den framfördes av Olivia Lewis. Bidraget tog dock sig inte vidare från semifinalen.

## Officiella versioner och remixversioner
- Vertigo (Eurovision Version)
- Vertigo (Unplugged)
- Vertigo (DJ Armani Remix)